# Kyle Callahan
Kyle Callahan (26 dicembre 1986) è un ex giocatore di football americano e allenatore di football americano statunitense, che ha giocato come quarterback.
Tra il 2009 e il 2013 ha giocato in tre squadre tra Germania e Austria. Ha poi allenato i Tirol Raiders fino al 2022, per passare successivamente ai Munich Ravens.